# Élections législatives de 1924 dans l'Hérault
Les élections législatives de 1924 ont eu lieu le 11 mai 1924.

## Élus
|   | Député sortant             |  | Groupe parlementaire             | Député élu         |                | Groupe parlementaire                          |
| - | -------------------------- |  | -------------------------------- | ------------------ | -------------- | --------------------------------------------- |
| 1 | Louis Guibal               |  | Indépendants de droite           | Édouard Barthe     |                | Parti socialiste                              |
| 2 | Henri de Rodez-Bénavent    |  | Indépendants de droite           | Charles Caffort    |                | Radical et radical-socialiste                 |
| 3 | Xavier de Magallon d'Agens |  | Indépendants de droite           | Jean Félix         |                | Parti socialiste                              |
| 4 | Pierre Viala               |  | Gauche républicaine démocratique | Charles Guilhaumon |                | Radical et radical-socialiste                 |
| 5 | Charles Guilhaumon         |  | Républicain socialiste           | Albert Milhaud     |                | Radical et radical-socialiste                 |
| 6 | Édouard Barthe             |  | Parti socialiste                 | Joseph Railhac     |                | Républicain-socialiste et socialiste français |
| 7 | Jean Félix                 |  | Parti socialiste                 | Siège supprimé     | Siège supprimé | Siège supprimé                                |

## Résultats départementaux

### Par listes
| Listes         | Listes                                            | Voix    | %      | Sièges |
| -------------- | ------------------------------------------------- | ------- | ------ | ------ |
|                | Liste du Cartel des Gauches                       | 72 325  | 65,74  | 6      |
|                | Liste d'Union nationale et d'Entente républicaine | 32 774  | 29,79  | 0      |
|                | Liste du Bloc ouvrier-paysan                      | 3 672   | 3,34   | 0      |
|                | Liste de protestation républicaine et socialiste  | 560     | 0,51   | 0      |
|                |                                                   |         |        |        |
| Inscrits       | Inscrits                                          | 135 917 | 100,00 | 6      |
| Votants        | Votants                                           | 110 768 | 81,50  |        |
| Abstention     | Abstention                                        | 25 149  | 18,50  |        |
| Blancs et nuls | Blancs et nuls                                    | 746     | 0,67   |        |
| Exprimés       | Exprimés                                          | 110 022 | 99,33  |        |

### Par candidats
| Candidat       | Candidat                | Tendance       | Voix    | %      |
| -------------- | ----------------------- | -------------- | ------- | ------ |
|                | Louis Guibal            | Droite         | 33 541  | 30,49  |
|                | Henri de Rodez-Bénavent | Droite         | 33 108  | 30,09  |
|                | Coustaud                | FR             | 32 610  | 29,64  |
|                | Rouquet                 | PRDS           | 32 569  | 29,60  |
|                | Terral                  | PRDS           | 32 688  | 29,71  |
|                | Molinier                | FR             | 32 129  | 29,20  |
|                |                         |                |         |        |
|                | Édouard Barthe          | SFIO           | 73 192  | 66,52  |
|                | Charles Caffort         | PRRRS          | 72 331  | 65,74  |
|                | Jean Félix              | SFIO           | 71 550  | 65,03  |
|                | Charles Guilhaumon      | PRS            | 72 681  | 66,06  |
|                | Albert Milhaud          | PRRRS          | 72 179  | 65,60  |
|                | Joseph Railhac          | PRS            | 72 019  | 65,46  |
|                |                         |                |         |        |
|                | François                | PRS            | 749     | 0,68   |
|                | Gleizes                 | PRS            | 497     | 0,45   |
|                | Carrie                  | PRS            | 570     | 0,52   |
|                | Parent                  | PRS            | 549     | 0,50   |
|                | Nicolas                 | PRS            | 497     | 0,45   |
|                | Tourinel                | PRS            | 498     | 0,45   |
|                |                         |                |         |        |
|                | Bertrand                | PC-SFIC        | 3 785   | 3,44   |
|                | Cantobre                | PC-SFIC        | 3 610   | 3,28   |
|                | Lazare                  | PC-SFIC        | 3 772   | 3,43   |
|                | Plantevin               | PC-SFIC        | 3 649   | 3,32   |
|                | Plaziat                 | PC-SFIC        | 3 585   | 3,26   |
|                | Parguel                 | PC-SFIC        | 3 628   | 3,30   |
|                |                         |                |         |        |
| Inscrits       | Inscrits                | Inscrits       | 135 917 | 100,00 |
| Votants        | Votants                 | Votants        | 110 768 | 81,50  |
| Abstention     | Abstention              | Abstention     | 25 149  | 18,50  |
| Blancs et nuls | Blancs et nuls          | Blancs et nuls | 746     | 0,67   |
| Exprimés       | Exprimés                | Exprimés       | 110 022 | 99,33  |